# 라우텡현

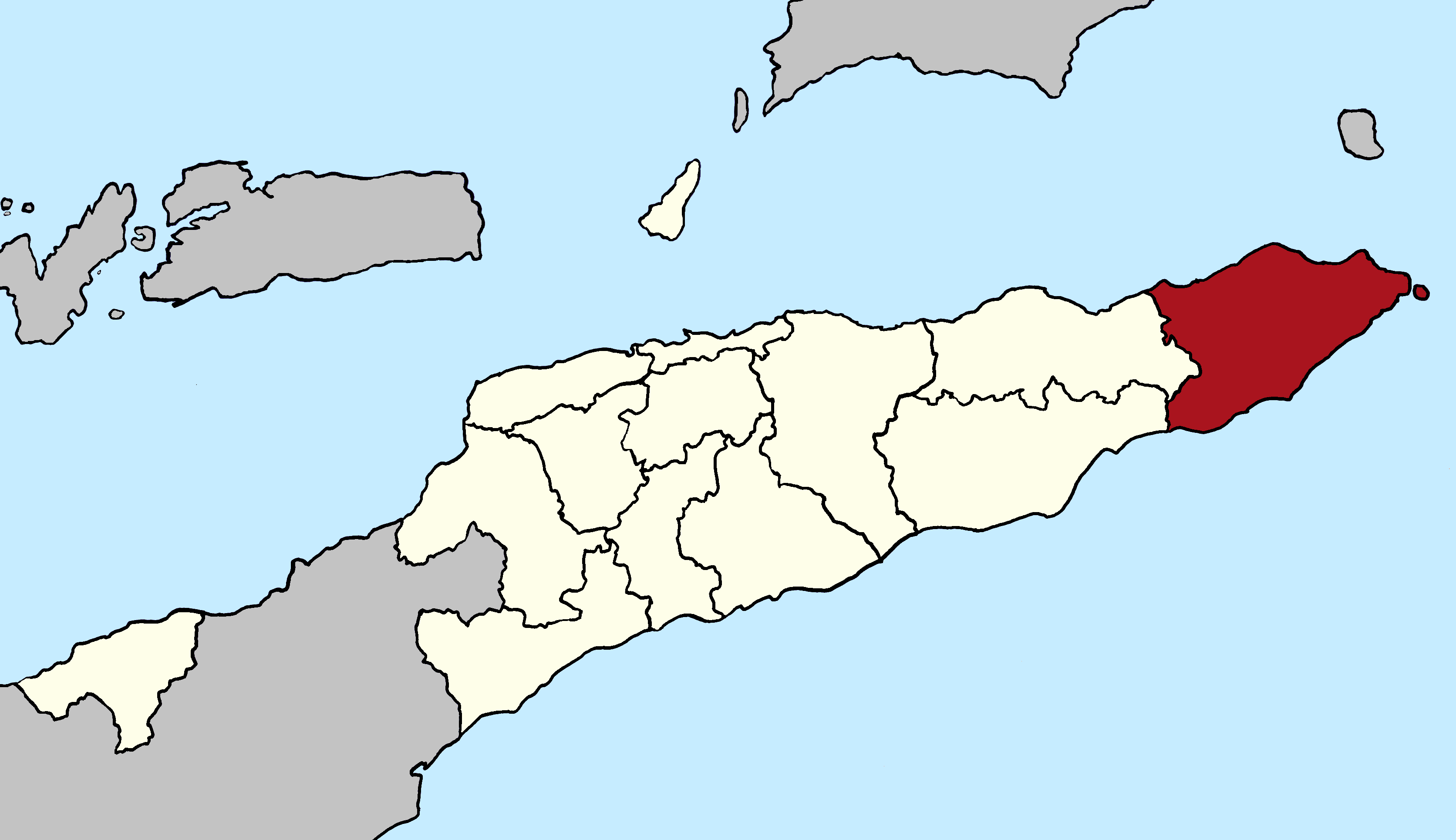
라우텡 현의 위치

라우텡현(포르투갈어: Lautém, 테툼어: Lautein 라우테인)은 동티모르를 구성하는 13개 현 가운데 하나로, 티모르섬 동부에 위치한다. 현도는 로스팔루스이며 인구는 55,921명(2004년 기준), 면적은 1,702km2이다. 5개 구(일리오마르구, 라우텡구, 로스팔루스구, 루루구, 투투알라구)로 구성되어 있으며 서쪽으로는 바우카우현과 비케크현, 북쪽으로는 반다해, 남쪽으로는 티모르해와 인접해 있다. 티모르섬 최동단 지역인 캅쿠차와 동티모르 최동단 지역인 자쿠섬은 라우텡현의 투투알라구에 속한다.
포르투갈령 시대에는 많은 지명이 포르투갈어 이름으로 변경되었는데 대표적인 예로 빌라노바데말라카(라우텡), 노바나자레(콤), 노바사그레스(투투알라), 로바앙코라(라이바이)가 있었다.
라우텡현에는 아름다운 모래 사장과 초원, 산악 지대, 사람의 손이 닿지 않은 자연 풍경을 담고 있으며 동티모르 고유의 새 가운데 상당수가 이 곳에서 서식한다. 라우텡 근교에는 동굴 벽화가 있으며 라우텡 현에는 많은 석관과 자연 신앙의 성지가 있다.
동티모르의 공용어는 포르투갈어와 테툼어이지만, 라우텡현 동부 지역에 거주하는 주민들은 주로 파푸아 제어에 속하는 언어인 파탈루쿠어를 구사하는데 약 30,000명 정도로 추산된다. 이들 주민들은 파탈루쿠어 이외에는 다른 언어를 잘 구사하지 못한다.

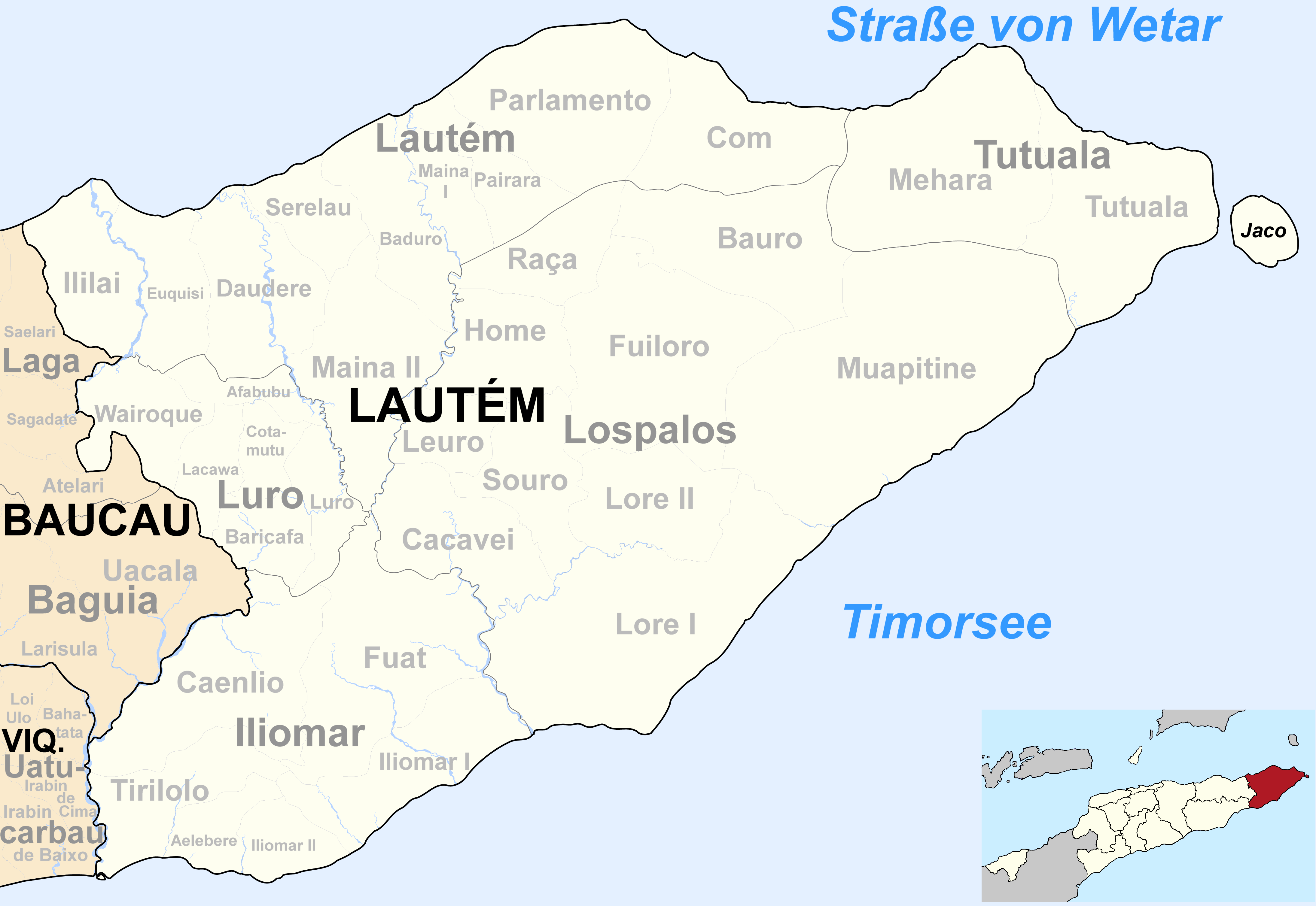
라우텡현이 관할하는 구
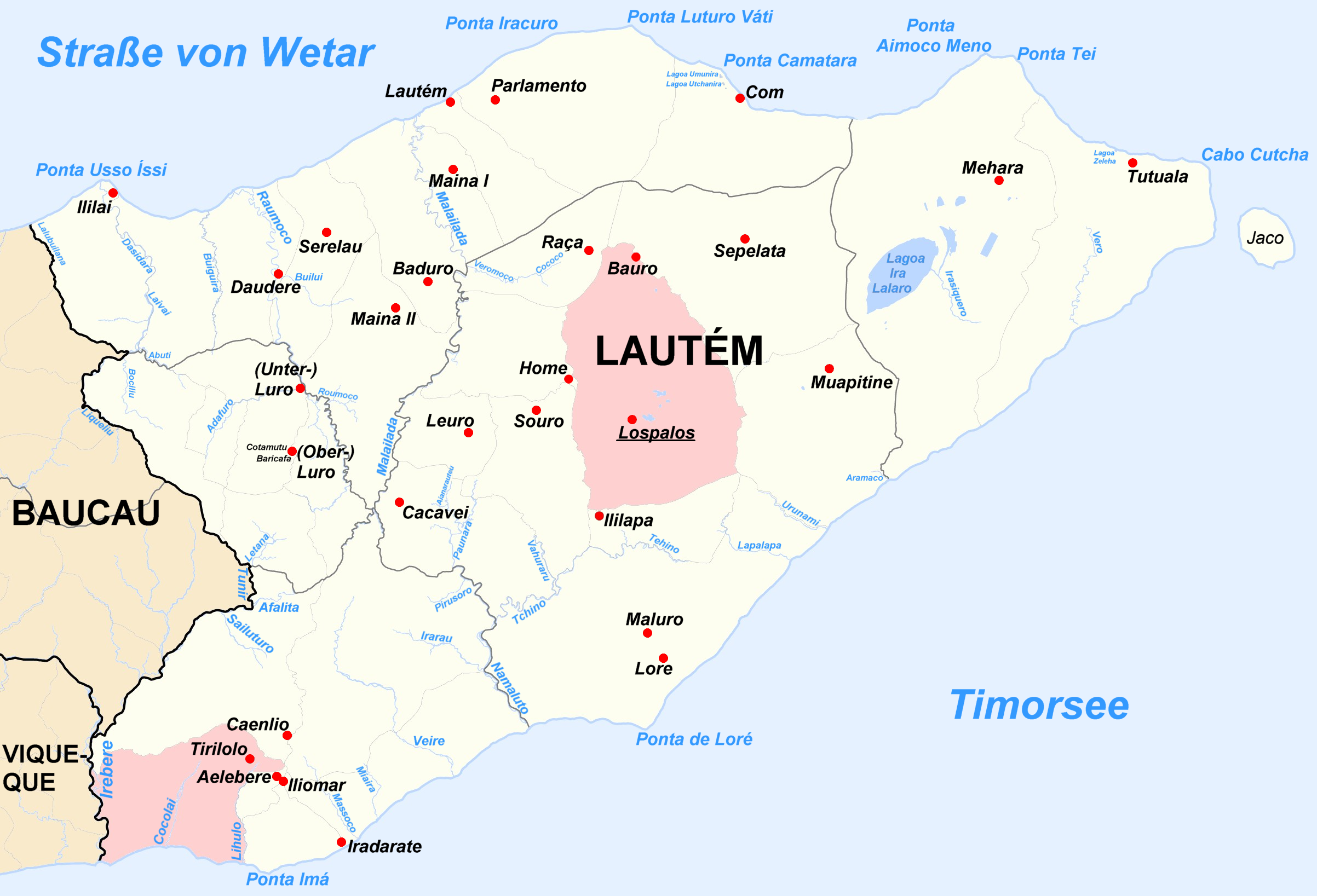
라우텡현의 시와 강